# مزدا آرایکس-۲

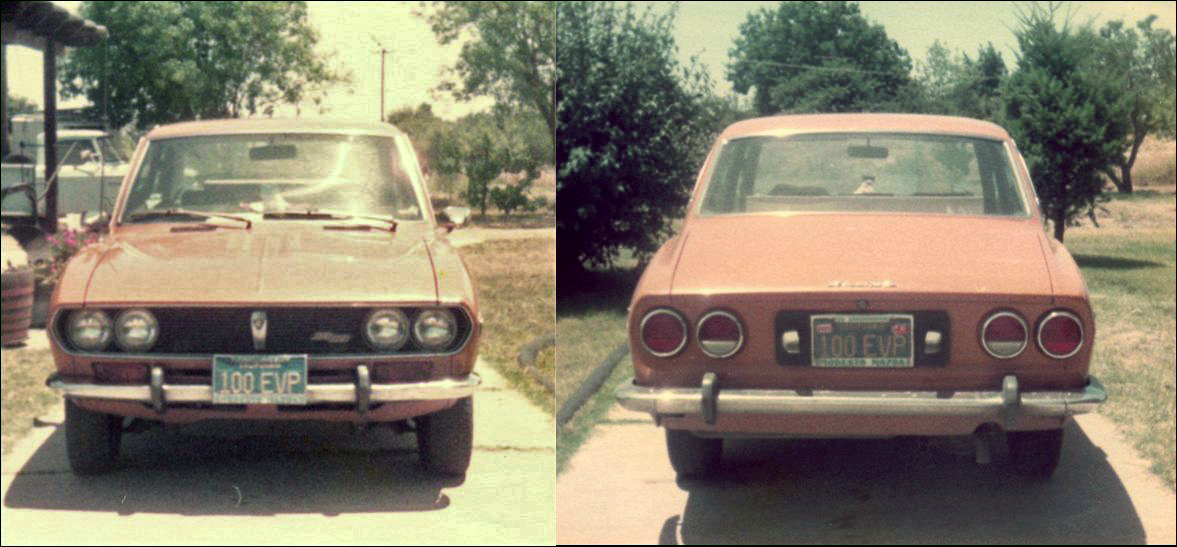

مزدا آرایکس‌-۲ (Mazda RX-۲) خودرویی است که در سال‌های ۱۹۷۰–۱۹۷۸ توسط شرکت مزدا تولید شده‌است. طراحی آن خودروهای موتور جلو-محور عقب بوده ‌است. 